# جیم هاسلام
جیم هاسلام (انگلیسی: Jim Haslam؛ زادهٔ ۱۳ دسامبر ۱۹۳۰) کارآفرین اهل ایالات متحده آمریکا است، که در سال ۱۹۸۱ شرکت پایلوت تراول جی را تأسیس کرد. وی از سال ۱۹۵۸ میلادی تاکنون مشغول فعالیت بوده‌است.